# Stephan Bitter
Stephan Eckehard Bitter (* 1942 in Posen) ist ein evangelischer Kirchenhistoriker.

## Leben
Er besuchte von 1948 bis 1961 Schulen in Celle und Düsseldorf. Nach dem Abitur 1961 in Düsseldorf studierte er von 1961 bis 1967 evangelische Theologie in Bonn, Berlin und Göttingen, besonders bei Rudolf Smend und Philipp Vielhauer. Nach dem ersten theologischen Examen 1967 bei der Theologischen Fakultät Göttingen war er von 1967 bis 1969 wissenschaftliche Hilfskraft in Münster (Institut für neutestamentliche Textforschung). Von 1969 bis 1971 hatte er ein Promotionsstipendium des Landes Nordrhein-Westfalen. Von 1971 bis 1982 war er wissenschaftlicher Assistent in Bonn und Studieninspektor des Evangelisch-Theologischen Stifts der Universität Bonn (Hans-Iwand-Haus). Nach der Promotion 1974 (Altes Testament) zum Dr. theol. in Göttingen absolvierte er 1974/1975 das Vikariat an der Kreuzkirche in Bonn. Von 1978 bis 1979 unterrichtete er an der Ursulinenschule Hersel und von 1986 bis 1989 am Aloisiuskolleg in Bad Godesberg. Von 1982 bis 2001 war er Pfarrer in Bonn-Bad Godesberg. In den 80er und 90er Jahren war er Mitglied landeskirchlicher Ausschüsse und der Theologischen Prüfungskommission der Evangelischen Kirche im Rheinland; Mitglied des Vorstandes des Vereins für Diakonie in Bad Godesberg, Lehrbeauftragter für Kirchengeschichte an der Universität zu Köln und Leiter des Bonner Regionalseminars für Vikare. Von 1989 bis 2001 war er Superintendent des Evangelischen Kirchenkreises Bad Godesberg bzw. Bad Godesberg-Voreifel. Von 2002 bis 2018 war er als Emeritus Lehrbeauftragter für Kirchengeschichte an der Universität Bonn.
Er ist Mitglied der Baltischen Historischen Kommission und des Vorstandes des Vereins für Rheinische Kirchengeschichte.

## Schriften (Auswahl)
- Die Ehe des Propheten Hosea. Eine auslegungsgeschichtliche Untersuchung (= Göttinger theologische Arbeiten. Band 3). Vandenhoeck & Ruprecht, Göttingen 1975, ISBN 3-525-87352-2 (zugleich Dissertation, Göttingen 1974).
- Johann Eduard Erdmann. Kirchliche Predigt und philosophische Spekulation in der Entwicklung eines theologischen Hegelianers (= Arbeiten zur Theologiegeschichte. Band 1). CMZ-Verlag, Rheinbach-Merzbach 1994, ISBN 3-87062-019-6.
- mit Hans-Heinrich Gurland (Hrsg.): Unsichtbare Kirche. Rudolf Gurlands Erleben des Bolschewismus und des Nationalsozialismus (= Dokumente aus Theologie und Kirche. Band 1). 2. Auflage. CMZ-Verlag, Rheinbach 2000.
- Hrsg.: Nachdenken – Vordenken. Evangelische Perspektiven zur Jahrhundertwende. CMZ-Verlag, Rheinbach 2000, ISBN 3-87062-047-1.
- Umdeutung des Christentums. Der baltische Theologe Erich Seeberg im Nationalsozialismus. In: Deutschbalten, Weimarer Republik und Drittes Reich. Band 1. Hrsg. im Auftrag der Karl Ernst von Baer-Stiftung in Verbindung mit der Baltischen Historischen Kommission von Michael Garleff. 2. Auflage. Böhlau Verlag, Köln/Weimar/Wien 2008, S. 267–296.
- Gott weiß allein die rechte Zeit. Superintendentenberichte vor der Kreissynode Bad Godesberg-Voreifel 1989–2001. CMZ-Verlag, Rheinbach 2002, ISBN 3-87062-043-9.
- mit Reinhard Schmidt-Rost und Martin Dutzmann (Hrsg.): Theologie als Vermittlung. Bonner evangelische Theologen des 19. Jahrhunderts im Porträt (= Arbeiten zur Theologiegeschichte. Band 2). CMZ-Verlag, Rheinbach 2003, ISBN 3-87062-061-7.
- Leben, Zeit und Unruhe sind eins – Der deutsche Sonntag, gepredigt 1875 in Russland. In: Hans-Joachim Tambour, Friederike Immanuela Popp (Hrsg.): Geschichten verändern Geschichte. Perspektiven der Unerschöpflichkeit des Biblischen Wortes. Festschrift für Friedrich Erich Dobberahn. Via verbis Verlag, Taufkirchen 2010, S. 282–296.
- Oskar Schabert – Ein Prediger der Umkehr in Ost und West. In: Kirchliches Leben und Theologie in den baltischen Gebieten vom 16. bis 20. Jahrhundert, hg. v. Heinrich Wittram (= Baltische Seminare, Bd. 19). Carl-Schirren-Gesellschaft, Lüneburg 2011, ISBN 978-3-923149-63-6, S. 191–270.
- Altarkerzen oder Wort Gottes? Eine theologische Ratlosigkeit bei der Integration von Flüchtlingen und Vertriebenen in der Nachkriegszeit (= Schriftenreihe des Vereins für Rheinische Kirchengeschichte. Kleine Reihe. Heft 1). Habelt, Bonn 2013, ISBN 978-3-7749-3831-1.
- mit Joachim Rott (Hrsg.): Protestantische Profile. 200 Jahre Evangelische Gemeinde Bonn (= Sonderdruck aus Bonner Geschichtsblätter. Band 66). Bonn 2016.
- Wider den Unglauben? Das Bonner Studienhaus im Horizont der Moderne. Vortrag Bonn, 19. April 2017. In: Beiträge anlässlich der Wiedereröffnung des Adolf-Clarenbach-Hauses am 19. April 2017 (= Sonderheft der Mitteilungen der „Freunde der Evangelisch-Theologischen Fakultät  Bonn“). 2017, S. 12–49 (freunde.ev-theol.uni-bonn.de).
- Aus der Geschichte der Bonner Evangelisch-Theologischen Fakultät nach dem Zweiten Weltkrieg: Zwei Briefe des Neutestamentlers Philipp Vielhauer. In: Jahrbuch für Evangelische Kirchengeschichte des Rheinlandes. Heft 67, 2018, S. 191–236.
- mit Thomas Bitter (Hrsg.): Adolf Harnack: Über wissenschaftliche Erkenntnis, Riga 1913 (= Schriftenreihe des Vereins für Rheinische Kirchengeschichte. Kleine Reihe 10). Habelt, Bonn 2019, ISBN 978-3-7749-4218-9.
- (Hrsg.): Wie einen Brand aus dem Feuer. Erinnerung an eine deutschbaltische Familienkorrespondenz aus der Zeit des Zweiten Weltkrieges. Zwei Bände. Books on Demand, Norderstedt 2023, ISBN 978-3-7431-4203-9 und ISBN 978-3-7431-4293-0.